# Castell de Cabrera
Castell de Cabrera är ett slott i Spanien.   Det ligger i provinsen Província de Girona och regionen Katalonien, i den östra delen av landet, 600 km öster om huvudstaden Madrid. Castell de Cabrera ligger 798 meter över havet.
Terrängen runt Castell de Cabrera är kuperad åt sydost, men åt nordväst är den bergig. Castell de Cabrera ligger uppe på en höjd. Runt Castell de Cabrera är det glesbefolkat, med 16 invånare per kvadratkilometer. Närmaste större samhälle är Llers, 16,8 km sydost om Castell de Cabrera. I omgivningarna runt Castell de Cabrera växer i huvudsak blandskog.